# K-159
Le K-159 (en russe : К-159) est un sous-marin nucléaire d'attaque soviétique du Projet 627A « Kit » (classe November selon le code OTAN) appartenant à la flotte soviétique du Nord. Sa quille a touché l'eau le 15 août 1962 au chantier naval no 402 de Severodvinsk. Il a été officiellement reçu le 6 juin 1963 et mis en service le 9 octobre 1963.
Retiré du service en 1989, il a coulé lors d'un transport en mer de Barents le 30 août 2003.

## Histoire
Le 2 mars 1965, le K-159 a subi une avarie : du matériel radioactif s'est retrouvé dans les turbines à vapeur. Il y a probablement eu une fuite de liquide réfrigérant depuis des tuyaux situés dans le caisson à vapeur, écoulement qui s'est propagé dans les turbines, contaminant ainsi le système de propulsion au complet. Si c'est avéré, les tuyaux percés ont été bouchés, car il a été exploité pendant deux années de plus avant d'être ramené dans un chantier naval, où il a subi une remise en état de 1967 à 1968. Le système de propulsion a été remplacé.
Il est retourné au chantier naval de 1970 à 1972 pour d'autres réparations et pour remplacer ses réserves de carburant (nucléaire). De 1979 à 1980, il a encore été réparé.
Le K-159 a été retiré du service actif le 30 mai 1989 et remisé à Gremikha. Son carburant nucléaire n'a pas été retiré. Le sous-marin est demeuré sans entretien, ou très peu, pendant 14 ans. Sa coque extérieure a rouillé au point qu'à certains endroits, elle avait « la solidité d'une feuille »,.
Plusieurs pays se sont sentis concernés par la mauvaise condition de la flotte des sous-marins russes mis hors service. À l'été de 2003, cinq pays ont pourvu un fonds de 200 millions USD pour faciliter la mise hors service et l'envoi aux rebuts de ces navires. Anticipant la réception de ce fonds, l'amiral Guennadi Souchkov (ru), commandant de la flotte du nord, a décidé de faire remorquer tous les 16 sous-marins de Gremikha à des chantiers navals capables de les démonter. Le K-159 était le 13e à être remorqué.
La coque du K-159 étant rouillée à plusieurs endroits, plusieurs réservoirs vides de grandes dimensions furent soudés à celle-ci pour permettre le transport du sous-marin. Ces réservoirs, fabriqués dans les années 1940, n'étaient pas étanches et leur entretien était équivalent à celui des sous-marins.
Le 28 août 2003, le K-159 et ses réservoirs furent remorqués vers Poliarny. L'équipage s'assurait de maintenir la pression de l'air à l'intérieur des réservoirs, tout comme de pomper l'eau en dehors de la coque du K-159. Cependant, aux petites heures du 30 août, l'ensemble a subi un grain qui a détaché l'un des réservoirs. Le sous-marin n'a pas immédiatement coulé, mais était dans une situation critique. La flotte du nord a été avertie à 1 h 20. À 3 heures, l'épave avait coulé dans la mer de Barents, à 238 mètres de profondeur, emportant neuf membres d'équipage et 800 kilogrammes de carburant nucléaire usé qui dégageait environ 20 petabecquerels (600 kilocuries).
Le gouvernement de la Russie envisage de remonter l'épave. Initialement, cette opération devait survenir en août ou septembre 2004, mais elle fut remise. En 2007, le ministère de la Défense britannique a lancé un projet de sauvetage.

### Traductions de
1. ↑  (en) « the strength of foil »